# 豊田東ジャンクション
豊田東ジャンクション（とよたひがしジャンクション）は、愛知県豊田市岩倉町に所在する新東名高速道路、伊勢湾岸自動車道および東海環状自動車道を結ぶジャンクション (JCT) である。

## 概要
2005年の開通当初は新東名が未開通であり、伊勢湾岸道と東海環状道の境界点という位置付けであったが、2016年（平成28年）2月13日に新東名が開通し、それ以降は新東名・伊勢湾岸道から東海環状道が分岐する構造をとっている。
ジャンクションは山間部に位置するが、隣接する矢作川を隔てて西側は平野で豊田市街である。このため、当該JCTを起点とした伊勢湾岸自動車道の山岳区間は非常に短い。
ここから東海環状自動車道全線では、利用距離あたりの高速料金が大都市近郊区間の料金水準となる。

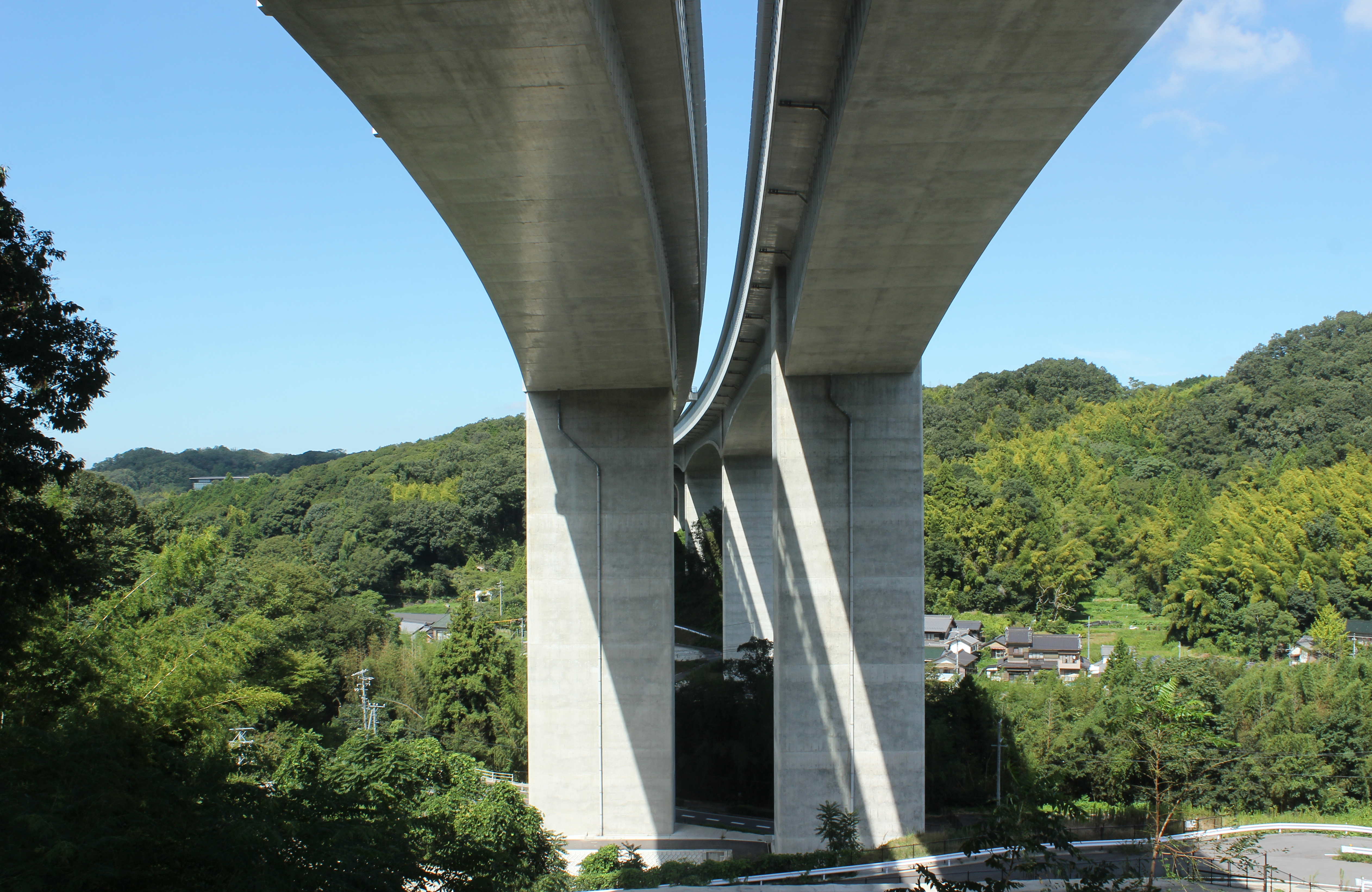
ジャンクションは典型的な山岳区間に位置する。愛知県道39号岡崎足助線と巴川を渡河。
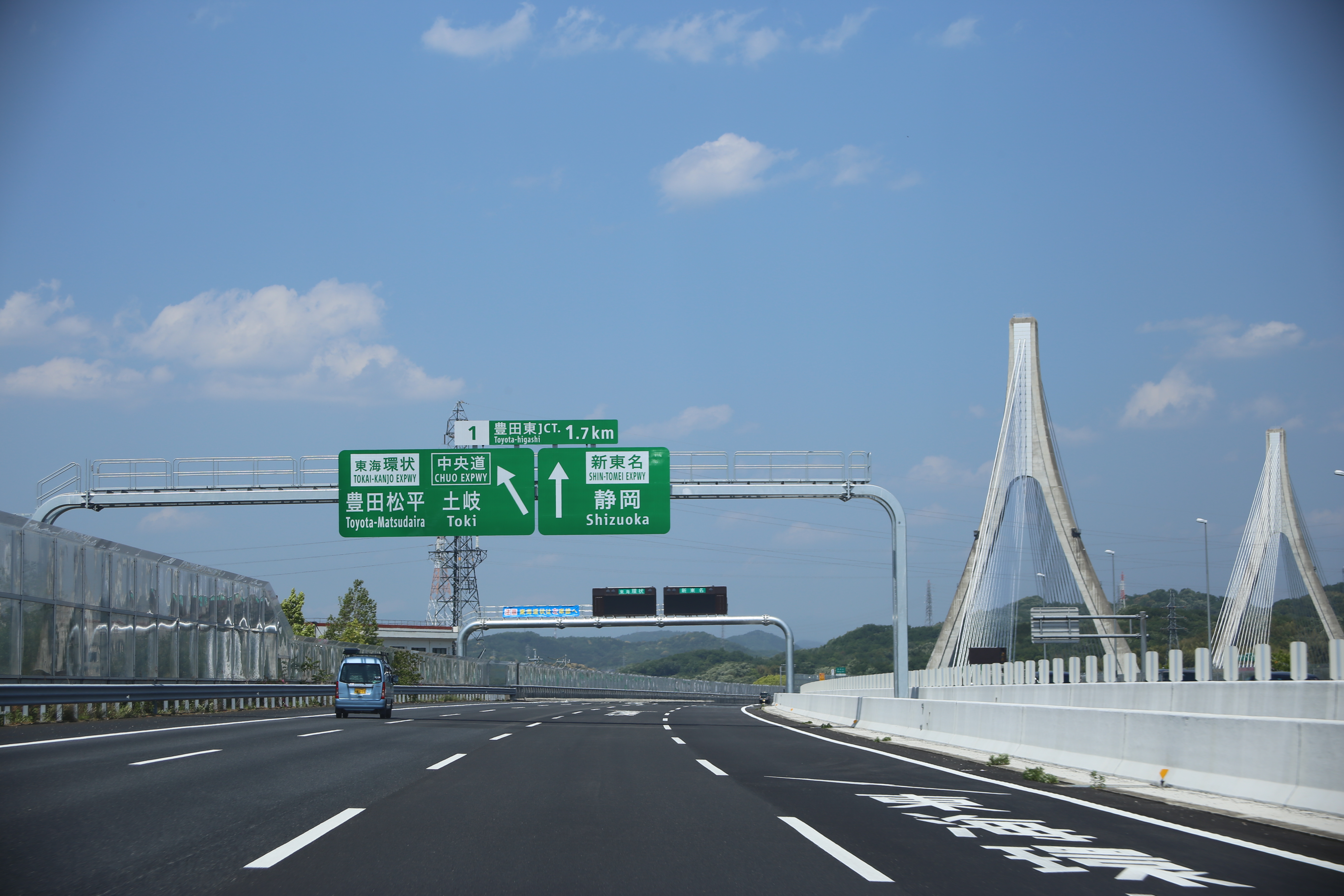
伊勢湾岸自動車道上り本線より矢作川橋と豊田東JCT方向を望む。矢作川が平野と山間部の境界である。

## 歴史
- 2005年（平成17年）3月19日：伊勢湾岸自動車道・豊田東IC - 豊田東JCT間及び東海環状自動車道・豊田東JCT - 美濃関JCT間開通[3]。
- 2016年（平成28年）2月13日：新東名高速道路・浜松いなさJCT - 豊田東JCT間開通に伴い、供用開始[4][5]。

## 接続する道路
- E1A 新東名高速道路
- E1A 伊勢湾岸自動車道
- C3 東海環状自動車道[6]

## 隣
E1A 新東名高速道路
(17) 岡崎東IC - 岡崎SA - (1) 豊田東JCT
E1A 伊勢湾岸自動車道
(1) 豊田東JCT - (2) 豊田東IC
C3 東海環状自動車道
(1) 豊田東JCT - (2) 豊田松平IC